# João II de Castela
João II (Toro, 6 de março de 1405 – Valladolid, 20 de julho de 1454) foi rei de Castela e de Leão de 1406 até sua morte em 1454.
Filho de Henrique III de Castela com Catarina de Lencastre, herdou o trono de Castela e Leão de seu pai com oito anos de idade, através de uma regência formada por sua mãe e seu tio. Casou-se duas vezes com Maria de Aragão e mais tarde com Isabel de Portugal. Demonstrou-se fraco quanto aos assuntos do Estado e da nobreza, seu reinado foi caracterizado por abusos e desordens. Governou por 48 anos, até ser sucedido por seu filho, Henrique IV, o Impotente, com Maria, após sua morte.

## Vida
João II nasceu em 6 de março de 1405, em Toro, na Província de Zamora. Era filho de Henrique III de Castela e de sua esposa Catarina de Lencastre, filha de João de Gant e de Constança de Castela, a filha do rei Pedro I de Castela (Pedro o Cruel). Era também bisneto do rei Eduardo III de Inglaterra pela linha materna.
Sucedeu ao pai em 25 de Dezembro de 1406, com um ano e dez meses de idade, sob a regência de sua mãe e do tio, Fernando de Antequera, que se tornaria Fernando I de Aragão.
Fraco, dependente, amável, cantava, trovava, dançava. Divertiam-no versos e torneios. Segundo cronistas espanhóis.
Seu reinado foi caracterizado por desordens contínuas, turbulências e abusos pois se mostrou fraco perante a arrogância da nobreza. Durante grande parte do reinado exerceu o poder soberano o ministro Álvaro de Luna, que veio a morrer decapitado. A prisão e morte do favorito se ficou devendo à atuação de D. Isabel de Portugal, rainha de Castela, que tomou a peito sua detenção e julgamento. O tratado de paz que pôs fim à Guerra da Independência entre Portugal e Castela foi assinado em Medina del Campo. Por essa altura morreu D. Nuno Álvares Pereira, o maior herói da guerra. O rei castelhano casou com uma bisneta sua.
O Conde Álvaro de Luna tinha comandado o reino até ser derrubado pela Rainha portuguesa. A partida do Infante Fernando para seu trono oriental, deixando a Castela de João II cair sob o jugo do poderoso magnata Álvaro de Luna, levou a anos sem paz mas em 1430 a monarquia recomeçou a guerra contra Granada. Um contingente castelhano se apoderou de Jimena de la Frontera acima de Gibraltar (1431), chamando atenção do reino granadino para o leste. Alvaro de Luna invadiu a Vega ou planura de Granada; ele e João II de Castela venceram a modesta batalha de La Higueruela, bem fora da capital (1º de julho de 1431). Ficou aos homens da fronteira aumentar o ataque: em Murcia o adelantado Fajardo obteve Vélez Blanco e Vélez Rubio, do outro lado de Lorca; no oeste, embora o conde de Niebla morresse tentando vencer Gibraltar, os castelhanos tomaram Huelma, no sudeste de Jaén, fazendo incursões gerais contra Ronda e Málaga. O papa Eugênio IV, procurando assegurar o apoio de João II em sua luta contra o concílio da Basiléia, encorajou a cruzada castelhana, dando-lhe a indulgência usual e proibindo – como faziam os papas – venda de alimentos e materiais estratégicos aos mouros.

## Casamentos e posteridade
Casou em 4 de agosto de 1420 em Ávila com a infanta Maria de Aragão-Sicília (1396-18 de fevereiro de 1445 em Villacastin), filha do tio Fernando I de Aragão, chamado o de Antequera, Rei de Aragão-Sicília e de Leonor Urraca de Castela, condessa de Albuquerque. Tiveram quatro filhos.
Casou em Madrigal em 17 de agosto de 1447 com Isabel de Portugal (1428-15 de agosto de 1496 em Arévalo), a Louca, filha do infante João de Portugal, 3.º condestável de Portugal (filho do rei D João I de Portugal e Dona Filipa de Lencastre), e de sua esposa e sobrinha, a Infanta Isabel de Barcelos ou de Bragança, filha do conde de Barcelos e primeiro duque de Bragança, irmão natural do infante D. João. Era ainda bisneta de D. Nuno Álvares Pereira. Naquele tempo os reis de Portugal, a rainha de Castela, a imperatriz da Alemanha (D. Leonor, filha de D. Duarte de Portugal), Carlos da Borgonha, o Temerário (filho da infanta D. Isabel, irmã dos «altos infantes»), os pretendentes ao trono de Aragão e muitos ilustres e importantes aristocratas europeus eram parentes próximos e descendentes do rei D. João I de Portugal. 
Do primeiro casamento teve um filho varão,  Henrique IV de Castela e três filhas – duas mortas cedo e a terceira sem geração; teria sido talvez morta como a irmã, a rainha Leonor de Portugal, por artes de don Álvaro de Luna.
A segunda esposa contribuiu para a queda do favorito e retirou-se para Arévalo onde morreu depois de 42 anos de viuvez. Isabel de Portugal perdeu o uso da razão. Segundo alguns, o desarranjo mental se deveu à morte do marido, razão pouco convincente. Sua mãe, de idêntico nome igual, deslocou-se para junto da filha doente e acompanhou-a. Trinta anos mais tarde, falecia também, na mesma localidade, a desditosa rainha castelhana.

### 1º casamento
- 1 - Catarina, Princesa das Astúrias (Illescas 5 de outubro de 1422-17 de setembro de 1424 Madrigal).
- 2 - Leonor de Astúrias (Burgos 10 de setembro de 1423 -1425 Claustro de La Espina).
- 3 - Henrique IV de Castela, apelidado o Impotente.[6]
- 4 - Maria (1428-1429) Infanta de Castela.

### 2º casamento
- 5 - Isabel I de Castela (Madrigal de las Altas Torres, Avila 22 de abril de 1451-26 de novembro de 1504 no castelo de la Mota,  em Medina del Campo, Valladolid). Chamada a Católica - Rainha de Castela e Leão em 1474.
- 6 - Afonso (Tordesillas 15 de novembro de 1453-5 de julho de 1468 de peste, pestilência ou envenenado pelos nobres, em Cardeñosa, arredores de Avila). Príncipe de Astúrias. Mestrado de Santiago, condestável de Castela, reconhecido herdeiro pelo irmão Henrique IV de Castela. Fora jurado rei em Avila (5 de junho de 1465).